# Auto Union DKW Munga
La F91, detta anche Munga, è un veicolo fuoristrada prodotto nella ex-Germania Ovest dalla DKW, una società del gruppo Auto Union, dal 1956 al 1968.

## Il contesto e le origini
Nel 1949 vi fu la nascita delle cosiddette due Germanie, la Germania Ovest, sotto l'influenza della NATO, e la Germania Est sotto l'influenza del Patto di Varsavia. Lo scoppio della Guerra di Corea nel giugno del 1950 fu alla base della decisione da parte degli Stati Uniti di spingere la Germania Ovest ad avviare un programma di riarmamento. Per questo, il Ministero della Difesa della Germania occidentale indisse fra l'altro un concorso per la progettazione di un fuoristrada leggero, una sorta di erede dei vecchi Kübelwagen utilizzati durante la Seconda Guerra Mondiale. Il concorso indetto dal Ministero della Difesa tedesco occidentale, che ebbe inizio nel 1953, coinvolse fra l'altro Case come la Goliath, la giovanissima Porsche e l'Auto Union. Mentre la prima propose il progetto della sua Goliath Jagdwagen, la Casa di Zuffenhausen mise in cantiere il suo primo mezzo a trazione integrale mai prodotto in serie, ossia il Porsche 597. Quanto alla Casa di Ingolstadt, anch'essa cominciò a sviluppare il suo progetto destinato alla produzione del proprio veicolo militare leggero. Nel giro di appena un anno o due, le Case partecipanti al concorso presentarono i loro prototipi quasi definitivi. Nel caso della vettura progettata e sviluppata dalla Auto Union, la presentazione del primo prototipo finito (con pannelli carrozzeria in alluminio) avvenne al Salone di Francoforte del 1955, e fu anche l'ultima, fra le tre Case menzionate, a sottoporre il proprio veicolo all'insindacabile giudizio del rappresentanti della politica tedesco occidentale. La vettura fu scelta per un'ulteriore sessione di prove, tenutasi nel gennaio 1956 su terreni impervi nelle campagne nei dintorni delle città di Andernach (non molto lontano dallo stabilimento Auto Union di Düsseldorf, stabilito come sito di produzione del futuro fuoristrada leggero) e di Lubecca. Gli esiti positivi di questi test, condotti peraltro da militari in forza all'esercito della Germania Ovest, convinsero il Ministro della Difesa Theodor Blank sulla bontà del progetto, che venne approvato, dando così il via libera alla produzione in serie.

### Caratteristiche
Nei primi anni di produzione, il nuovo veicolo prodotto dalla Auto Union con marchio DKW non venne inizialmente indicato con l'appellativo Munga che lo avrebbe reso famoso in seguito, bensì con la sigla di progetto F91/4, oppure con la sigla M-Wagen, dove M stava per Mehrzweck, che in tedesco significa "multiuso". Si trattava di un veicolo dalle dimensioni estremamente compatte, ma che nella sua primissima configurazione dava posto a quattro persone. Tra le caratteristiche del suo corpo vettura vanno sicuramente menzionati lo sbalzo anteriore assai pronunciato, per via della ridotta misura del passo (2 metri esatti), ed i parafanghi anteriori ad andamento molto spiovente. Quest'ultima caratteristica si ritrovava fra l'altro anche in una delle rivali di riferimento della F91, ossia la già citata Goliath Jagdwagen. Altra caratteristica era la calandra rettangolare divisa in sei aperture rettangolari.
La F91/4 nasceva su di un telaio separato a longheroni e traverse, con sospensioni a ruote indipendenti e balestre trasversali. L'impianto frenante era invece a quattro tamburi. L'architettura meccanica della F91/4 prevedeva il motore anteriore in posizione longitudinale e la trazione integrale permanente. Per il propulsore, la Casa dei quattro anelli attinse a piene mani dalla normale produzione automobilistica, pertanto venne montato il tricilindrico a due tempi da 897 cm³ in grado di erogare 40 CV di potenza massima. Si trattava dello stesso motore montato ad esempio sulla DKW F93. Gli esemplari di preserie utilizzati per i test con l'esercito erano leggermente meno potenti: una parte di essi disponeva di 36 CV, mentre un'altra parte poteva contare su 38 CV. La vettura montava un cambio manuale a 4 marce con in più un riduttore a due velocità.

### Carriera commerciale

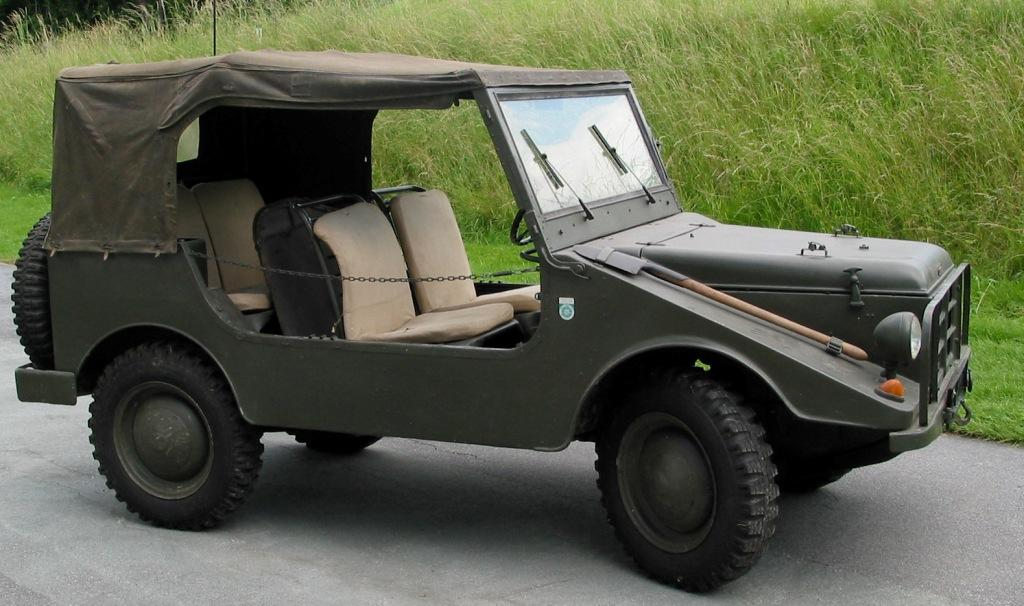
Vista laterale di una F91/4

Il primo ordine da parte del Ministero della Difesa tedesco occidentale fu di 5.000 esemplari di F91/4 e vide la Auto Union impegnata fino all'autunno dell'anno seguente, quando l'ultimo di questi esemplari venne consegnato. Ma i funzionari del Ministero vollero di più e proposero all'Auto Union (ma non si trattava di una semplice proposta) di montare anche un motore un po' più potente. Per questo, dal 1957 la Casa dei quattro anelli cominciò a sperimentare il montaggio dell'unità da 1 litro e da 44 CV di potenza massima, che di lì a pochissimo avrebbe debuttato anche sulla berlina Auto Union 1000. Mentre quest'ultima avrebbe debuttato nell'autunno di quello stesso 1957, la F91/4 equipaggiata con tale propulsore sarebbe stata introdotta solo a partire dal 1958 ed entro breve sarebbe stata preferita alla "sorellina minore" con motore di cilindrata ridotta.
Tornando indietro al 1957, il Salone di Francoforte tenutosi in quell'anno fu l'occasione per presentare la F91/6, una nuova versione del piccolo fuoristrada tedesco, caratterizzata dal fatto di avere una carrozzeria di tipo pick-up, ma sul cui piano posteriore venivano predisposti quattro posti a sedere su due file disposte faccia a faccia. In totale, la F91/6 poteva caricare fino a 6 persone, da cui la sigla di progetto F91/6. Anche questa versione poteva essere scelta con uno dei due motori già descritti. Il vano posteriore era comunque ricopribile mediante un telone, come avveniva anche nel caso della versione a quattro posti. La commercializzazione della F91/6, tuttavia, non fu avviata che a partire dal mese di agosto del 1958. La F91/6 nacque principalmente dal desiderio della Auto Union di allargare il giro di affari relativo al piccolo fuoristrada, cercando potenziali clienti anche al di fuori del Ministero della Difesa e, possibilmente, anche al di fuori dei confini della Germania Ovest. L'idea funzionò, come dimostrarono per esempio i circa 2000 esemplari consegnati anche all'esercito olandese. Da tale successo sarebbe partito inoltre un progetto volto alla realizzazione di versioni civili, da destinare anche all'uso privato. 

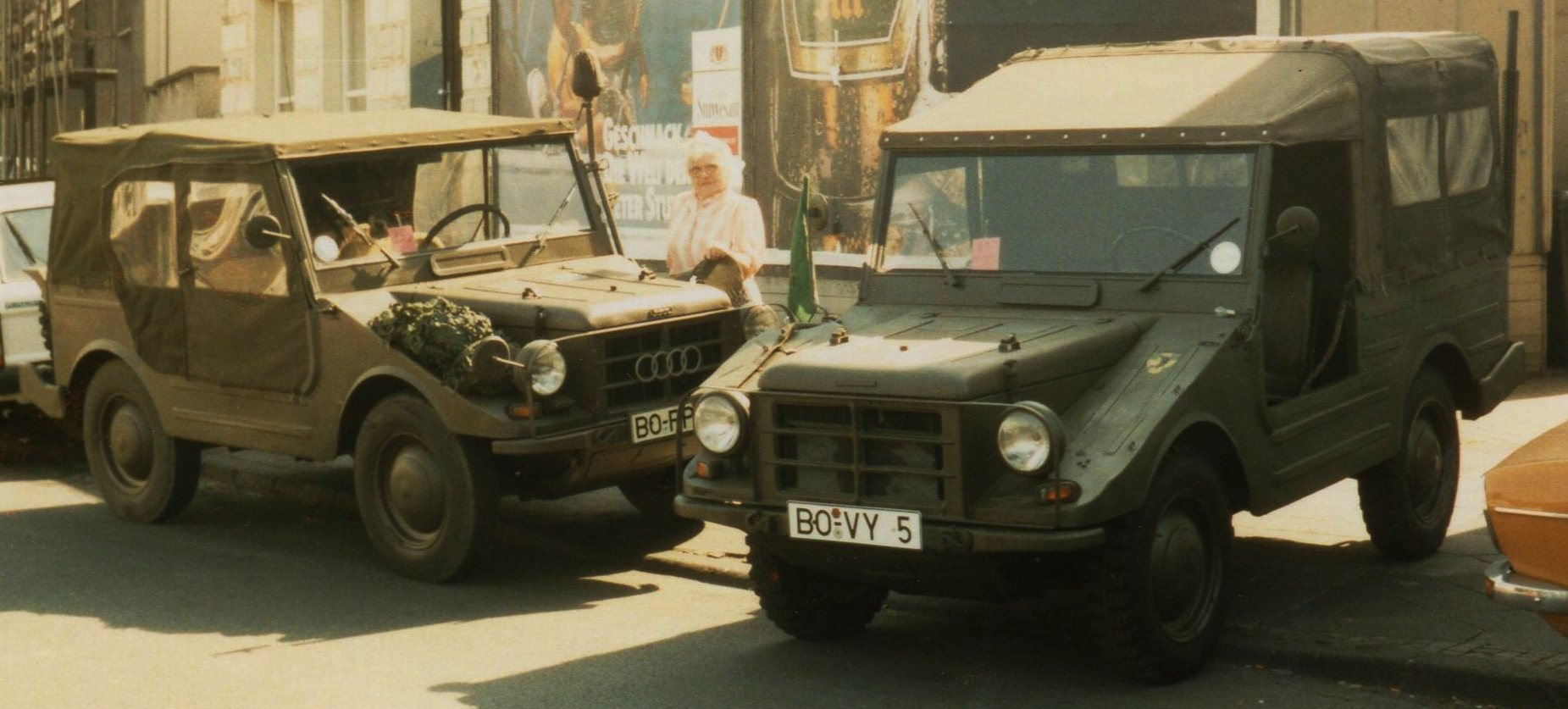
Una Munga 4 ed una Munga 8

Intanto, nel 1959, l'incontentabile Ministero della Difesa incaricò la Auto Union di progettare una versione ad 8 posti dell'apprezzato fuoristrada militare. Il progetto fu avviato alla fine di quello stesso anno per vedere la luce solo due anni dopo, quando ancora a Francoforte venne presentata la F91/8. La ragione dei tempi più lunghi stava nel fatto che per poter ospitare fino ad 8 persone, occorreva riprogettare la parte posteriore della vettura, allungando il vano posteriore per offrire spazio in più. La F91/8 era caratterizzata dalla presenza, nella zona posteriore, di due panche affacciate l'una sull'altra da tre posti ognuna. La copertura di serie era ancora un telone, ma la carrozzeria Baur di Stoccarda realizzò anche un hard-top da montare al posto del telone stesso. A differenza delle altre due versioni, quella ad 8 posti fu prevista unicamente con il motore da 1 litro. La sua commercializzazione, però, non fu avviata che un anno dopo la presentazione, vale a dire nel settembre del 1962.

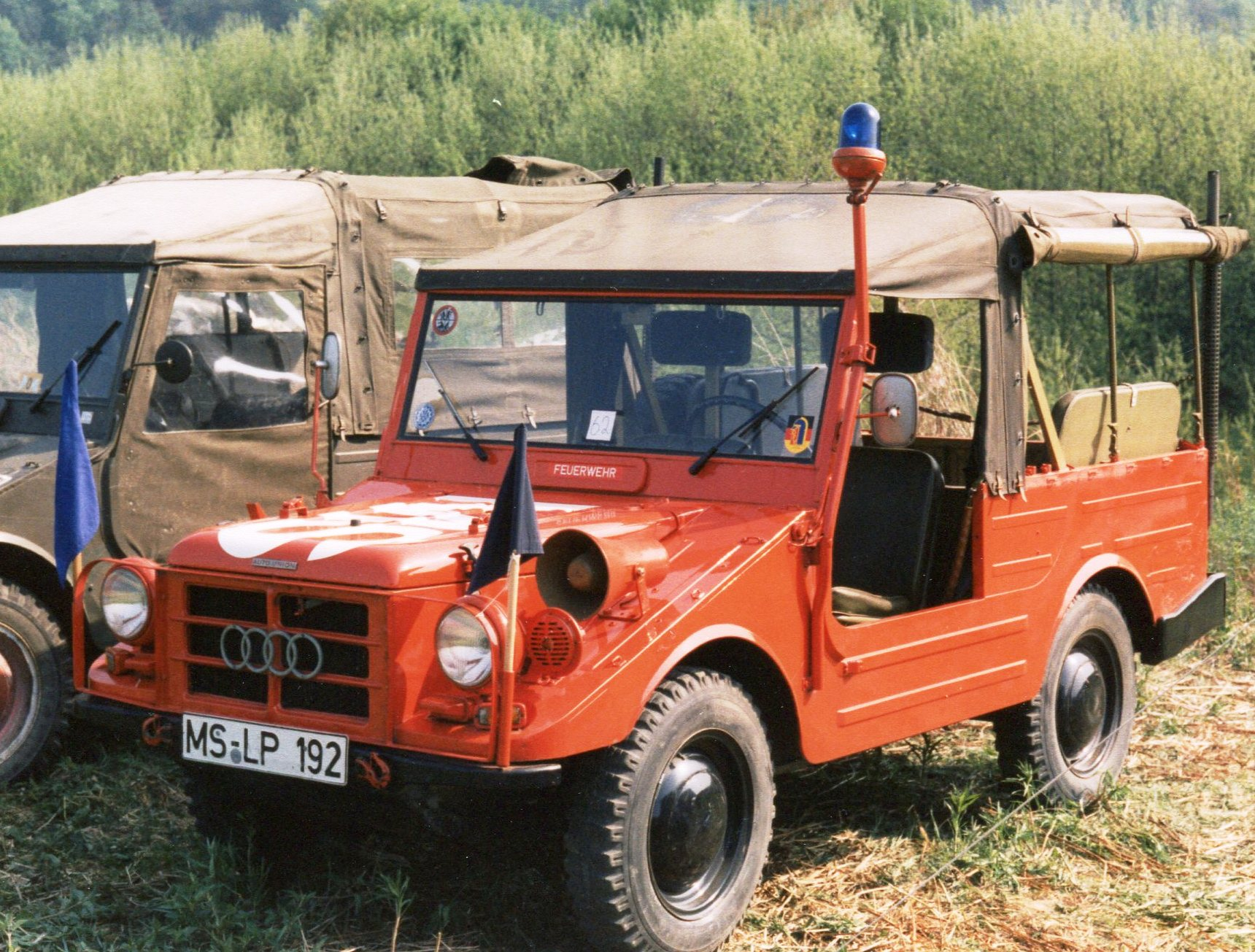
Una F91/6, qui utilizzata dal corpo dei vigili del fuoco

E proprio il 1962 fu l'anno in cui la vettura venne finalmente proposta anche in versione civile: fu proprio questa versione a recare per la prima volta la denominazione Munga, acronimo di Mehrzweck UNiversal Geländewagen mit Allradantrieb (in italiano: "fuoristrada universale multiuso a trazione integrale"). Anche la Munga, così come la sua "sorella" militare, fu proposta nelle tre configurazioni di carrozzeria a 4, 6 ed 8 posti, e a seconda di ciò la denominazione commerciale fu Munga 4, Munga 6 o Munga 8. Nessun cambiamento per quanto riguarda le motorizzazioni. La Munga ottenne un buon successo di vendite se si considera la fascia assolutamente di nicchia in cui veniva a trovarsi per forza di cose. La versione civile venne largamente adoperata nella Germania Ovest e all'estero, specie in molte zone del Sud Africa e del Sud America. Qui la vettura aveva cominciato ad essere assemblata già dal 1958 presso lo stabilimento brasiliano Vemag, che proprio in quel periodo aveva avviato la produzione su licenza di altri modelli DKW. Inizialmente la denominazione commerciale delle versioni prodotte in Brasile fu Jipe, ma un contenzioso legale con la Willys che vi vedeva un'assonanza troppo forte con la sua Jeep, costrinse nel 1960 la Vemag a cambiare nome in Candango. In Brasile, la produzione durò fino al 1963, ma in Germania Ovest andò avanti ancora, fino alla fine del 1968, quando l'ultimo dei 46.695 esemplari uscì dalle linee di montaggio di Düsseldorf.
La Auto Union e le sue filiali passarono di proprietà al gruppo Volkswagen già nel 1964. La Munga venne ritenuta ancora valida come impostazione, tanto che la sua sostituta, la Volkswagen Iltis, ne è una diretta discendente, anche come veicolo dell'esercito tedesco.